# Prospect (Maine)
Prospect – miasto w Stanach Zjednoczonych, w stanie Maine, w hrabstwie Waldo.